# 체리밤 (2009년 영화)
체리밤(Cherrybomb)은 2009년 공개된 영국의 영화이다.
체리밤은 2009년 베를린 국제 영화제에서 초연되었지만 처음에는 배급사를 찾을 수 없었다. 그린트의 팬들의 온라인 캠페인이 영국에서 배급 계약을 확보하는 데 도움이 되었다고 평가되었다.

## 줄거리
말라키는 모범생 십 대 소년으로, 데이브가 운영하는 스포츠 훈련 시설인 타이타닉 레저플렉스에서 일한다. 그의 절친인 루크는 약물 중독 아버지와 함께 살며 마약을 판매하는 소년이다. 어느 날 런던에서 데이브의 딸 미셸이 이사를 오고, 매력적인 그녀에게 두 소년은 동시에 매료된다.
미셸의 마음을 얻기 위해 루크와 말라키는 서로 경쟁하며 과격한 행동들을 벌이기 시작한다. 섹스, 마약, 기물 파손, 절도, 싸움 등 위험한 일탈을 감행한다. 그러다 세 사람은 타이타닉 레저플렉스에서 파티를 열게 되는데, 데이브가 들이닥쳐 난장판이 된 시설을 보고 분노하며 파티는 끔찍한 결과를 맞이한다. 데이브는 말라키를 범인으로 지목하여 죽도록 폭행하지만, 루크가 쇠파이프로 데이브를 가격해 말라키를 구한다. 충격으로 정신을 잃은 데이브를 루크가 다시 한 번 가격한다. 피투성이가 된 말라키는 죽은 아버지를 슬퍼하는 미셸을 두고 떠나고 싶지 않다며 루크에게 말한다. 이에 루크는 "좋은" 친구로서 말라키와 함께 경찰과 구급대가 도착할 때까지 그 자리에 남는다.
영화의 마지막 장면은 사실 영화의 시작 부분과 이어진다. 경찰서에서 말라키와 루크가 사건에 대해 진술하는 장면이 짧게 나오며, 사건에 대한 그들의 마지막 말이 들려온 후 영화는 끝난다.

## 출연

### 주연
- 루퍼트 그린트
- 로버트 시한
- 킴벌리 닉슨

### 조연
- 제임스 네스빗
- 코너 맥닐
- 레러 로디
- 폴 케네디
- 폴 가렛

## 기타
- 미술: 데이비드 크레그
- 의상: 하젤 웹-크로지어
- 배역: 조지아 심슨